# نصرالله زرتشتی
نصرالله زرتشتی یا نصرالله کورسلطان یکی از سرداران سپاه محمود افغان در یورش به اصفهان پایتخت صفویان بود. گفته می‌شود ۳۰۰۰ تن از سربازان سپاه محمود تحت رهبری نصرالله و زرتشتی بودند.
نصرالله کرمانی بود و گویا ریشهٔ سیستانی داشت. او در نبرد سرنوشت ساز نبرد گلون‌آباد فرماندهِ دست چپ سپاه محمود افغان بود.
در ماه اردیبهشت ۱۱۰۱ در جریان محاصرهٔ اصفهان، علیمردان‌خان که پیشتر در جنگ با افغانها زخم برداشته بود، با پنج هزار سوار و آزوقهٔ فراوان به کمک اصفهان شتافت. محمود هنگامی که از موضوع آگاه شد، نصرالله را ۴۰۰۰ سوار داد و به رویارویی علیمردان‌خان فرستاد. در این رویارویی ۱۵۰۰ تن از یاران علیمردان‌خان کشته شدند و بقیه نیز گریختند. با پایان محاصرهٔ اصفهان و درآمدن محمود به شهر، نصرالله یکی از ملازمان شاه جدید بود.
پایان کار نصرالله نیز در رکاب محمود افغان رقم خورد. آنجا که در تابستان سال ۱۱۰۲، گشایش شیراز به او سپرده شد. نصرالله در این نبرد از نخستین کسانی بود که آماج تیر مدافعین شیراز قرار گرفت و کشته شد. درگذشت او را محمود، ضایعه‌ای جبران‌ناپذیر خواند؛ چه او از پیروزمندترین سرداران سپاهش بود. با مرگ نصرالله، ارمنیان و به ویژه زرتشتیان پشتیبان بزرگ خود را از دست دادند. حتی مردم اصفهان او را مردی مهربان و بردبار می‌شناختند و از مرگ او افسوس خوردند. کروسینسکی کشیش لهستانی دربارهٔ او در خاطراتش می‌نویسد: «نصرالله زرتشتی، مردی بس بردبار و شکیبا بود و چون پی برد که پاره‌ای از گرجیان در هنگام ارجاع خدمتی از سوی شاه به آنان، مجبور به پذیرش اسلام می‌شوند، به آنان اجازه داد که به کیش نخستین خویش بازگردند و حتی از اصفهان کشیش گرجی برای آنان فرستاد.» کروسینسکی می‌افزاید که به هرحال او «نه از راه علاقه به عیسویت، بلکه به علت بیزاری از مذهب شیعه به این کار می‌پرداخت.»